# سنگ صبور (فیلم ۱۳۴۷)
سنگ صبور فیلمی به کارگردانی و نویسندگی عباس کسایی محصول سال ۱۳۴۷ است.

## بازیگران
- عبدالله بوتیمار
- شهین
- محمدتقی کهنمویی
- احمد قدکچیان
- فرنگیس فروهر
- اکبر جنتی شیرازی
- لیلا فروهر
- مینا کهنمویی
- دلیله نمازی
- عباس منتجم